# Broken Saints
Broken Saints ist eine mit mehreren Awards ausgezeichnete, komplett in Flash entwickelte und ursprünglich als reine Internet-Serie konzipierte Serie. Die Idee stammt von den drei Kanadiern Brooke Burgess, Ian Kirby und Andrew West. Sie bezeichnen ihr Werk selbst als „cinematic novel“, also eine Art Hybrid aus Comic und Animation: wie im Comic gibt es Sprechblasen und die Charaktere sind tendenziell eher in statischen Posen zu sehen. Der Fortlauf der Geschichte wird allerdings nicht in einer Reihe aufeinanderfolgender Bilder angezeigt, sondern mit Hilfe von Animationen und bewegten Szenenübergängen visualisiert. Die Musik wurde von Tobias Tinker und Quentin Grey komponiert und mit klassischen Stücken u. a. von Mozart gemischt. Soundeffekte wurden ebenfalls integriert, um dem Zuschauer ein runderes Erlebnis zu bieten, als es ein Comic zu tun vermag.

„Broken Saints erzählt die Geschichte von vier Fremden, die apokalyptische Visionen haben und gleichzeitig in einer dunklen Stadt stranden. Ihr Schicksal und das Schicksal der Menschheit scheint auf mysteriöse Weise mit einem globalen Satelliten-Netzwerk verbunden zu sein. Es gibt viele dunkle Geheimnisse, die sie enthüllen müssen, um ihre Bestimmung zu erkennen.“

## Hauptfiguren

### Shandala Nisinu
Shandala ist 18 Jahre alt und lebt im Grunde ein idyllisches Leben. Sie wurde als Säugling auf der Fidschi Insel Lomalagi (das bedeutet „Himmel“) an den Strand gespült. Der weise Häuptling der Insel, Tui Nisinu, nahm sich ihrer an. Die mysteriösen Umstände um ihre Geburt verfolgen nicht nur jeden, der sie kennt, sondern beeinflussen die gesamte Welt. Auf der DVD wird Shandala gesprochen von der Emmy Award Gewinnerin Janyse Jaud.

### Raimi Matthews
Raimi ist ein 24-jähriger Kanadier, nicht-praktizierender Katholik und lebt in der fiktiven Stadt Coast City in den USA. Er entwickelt Software und Sicherheitssysteme (um dann Wege zu finden, diese zu umgehen) für eine weltweit tätige Telekommunikations- und Pharmazeutisches Unternehmen namens Biocom. Erst kürzlich wurde er hier ohne Erklärung von einem wichtigen Projekt abgezogen. Die Informationen, die er in seiner Firma auf nicht ganz rechtmäßige Weise erhält, führen ihn auf eine ganz persönliche Mission, die schließlich die vier Fremden zusammenführt. Gesprochen wird er von Kirby Morrow, kein Neuling bei der Synchronisierung von Anime Figuren, hat er doch u. a. bei Dragon Ball Goku seine Stimme geliehen.

### Oran Bajir
Oran ist ein 29-jähriger, streng gläubiger Moslem aus Baghdad, Irak. Zu Beginn der Geschichte ist er involviert in einen bewaffneten Widerstandskampf gegen westliche Übermacht. Seine Aufgabe dabei: einen kleinen Bunker ganz alleine bewachen. Da er nichts anderes zu tun hat, als den Koran zu lesen, beginnt er schließlich an seiner Mission und an sich selbst zu zweifeln. Er wird gesprochen von Michael Dobson.

### Kamimura
Kami, wie er meistens einfach genannt wird, ist ein älterer Shinto-Magier und früherer Buddhist aus dem ländlichen Japan. Er wurde aus seinem früheren Buddhisten-Orden ausgeschlossen, wegen eines Zwischenfalls, der einige Relikte betrifft, die er geschworen hat, zu beschützen. Goku, einer seiner Schüler, hat dieses Relikt, eine Box, verlangt, um seinen Inhalt zu verkaufen. Aber Kami hat sein Wort gegeben, die Box zu schützen und dieses Versprechen war ihm heilig. Gesprochen wird er von Colin Foo.

## Kapitelübersicht
Kapitel 1: Introitus
In den stillen Ecken des Globus widerfährt vier Fremden eine erschütternde Zukunftsvision. Werden sie sich erheben, um der kommenden Finsternis entgegenzutreten ... und wenn ja, zu welchem Preis? (17 Min)
Kapitel 2: Verborgen
Ein junger Programmierer findet Beweise eines Verbrechens in einem Unternehmen. Aber all dieses geheime Wissen fordert seinen Preis ... da im Verborgenen des Codes Gefahren lauern. (10 Min)
Kapitel 3: Versus
Unterhalb des rauen Sandes an der irakischen Grenze kämpft ein einsamer Krieger um seinen Verstand. Als der Kampf in die Außenwelt sickert, fließt Blut. (9 Min)
Kapitel 4: Offenbarung
Kamimura erforscht die Erinnerungen eines alten Feindes, um herauszufinden wer seinen Tempel zerstört hat. Beim immer tieferen Versinken in die Meditation offenbart sich das dunkle Geheimnis. (10 Min)
Kapitel 5: Erwachen
Ein Stammesführer halt eine trauervolle Mahnwache am Bett seiner adoptierten Tochter. Als die Vergangenheit in den Händen eines Fremden am Ufer ankommt erwacht etwas unvorstellbares. (11 Min)
Kapitel 6: Synchron
Kann ein Ei in Japan zerbrechen, wenn Blut in der Wüste vergossen wird? Kann eine geisterhafte Nachricht in Coast City einen seefahrenden Emissär an den Ufern des Paradieses ankündigen? (30 Min)
Kapitel 7: Klar
Erschüttert von der Begegnung in der Seitenstraße betet Raimi, dass seine Erinnerung daran mit dem Schlaf entschwindet. Als eine neue Vision über ihn hereinbricht, gibt es keine Möglichkeit, sich davor zu verstecken. (14 Min)
Kapitel 8: Lomalagi
Ein rätselhafter Mann aus dem Westen versucht, Shandala zurück zu ihrer wahren Familie zu bringen. Kann er den Zweifel des Stammes überwinden und wird er den Tod auf dem Flammenden Pfad riskieren? (20 Min)
Kapitel 9: Personas
Wer wir sind hängt oft davon ab, was wir bereit sind von uns zu zeigen. In den Augen derer, die unsere zweite Haut beurteilen, sind wir alle nackt, unwürdig und schuldig. (22 Min)
Kapitel 10: Dreifaltigkeit
Drei Punkte zur Vermessung. Drei Ziffern für eine Flugnummer. Drei Wände für eine Arbeitskabine. Drei Verse für einen heiligen Wälzer. Drei Männer auf einem schicksalhaften Kurs. (20 Min)
Kapitel 11: Ausbruch
Zerrissen zwischen der Liebe zu ihrer neu angenommenen Heimat und den Reizen eines blasshäutigen Verehrers droht Shandalas Psyche zu zerbrechen und ein furchterregendes Geheimnis zu offenbaren. (14 Min)
Kapitel 12: Übergang
Von Tragödie zu Transformation, von Last zu Segen und von Alpha zu Omega: Kein Mann entkommt unversehrt – und kein Saint wird sich ungebrochen erheben. (25 Min)
Kapitel 13: Einführung
Im Herzen einer Untergrund-Kriegsmaschine muss Raimi an einem grausamen Experiment teilnehmen. Die Fesseln der Seele werden in Silikon geprägt. (15 Min)
Kapitel 14: Omen
In den einsamen Straßen von Coast City trägt Kamimura die Last alter Erinnerungen, während Raimi sich Orans steigendem Durst nach Vergeltung stellen muss. (28 Min)
Kapitel 15: Sturm
Der Atem des Himmels kollidiert mit den Boten. Eine Schlacht zwischen Himmel und Erde beginnt. Sei Zeuge, wenn Wind, Regen und elektrisches Feuer ausbrechen. (31 Min)
Kapitel 16: Gefallen
Während Shandala verloren in der eisigen See treibt, sucht sie Stärke in ihren Kindheitserinnerungen. Aber etwas in der Leere des Raums beobachtet sie und schleicht sich in die Tiefen ihres Herzens. (22 Min)
Kapitel 17: Lazarus
Gefangen in Vergessenheit erliegt Shandala dem Gift eines finsteren Mannes ... während ein Flüchtlingspaar aus der Kälte eines metallenen Grabes steigt. (25 Min)
Kapitel 18: Vorhersage
Prophezeiung und Information führen zu Konfrontation. Raimi ist kampfunfähig. Oran wutentbrannt und Kamimura besessen – ein Zusammenprall der Titanen steht bevor. (35 Min)
Kapitel 19: Signale
Herabsteigend in die blutigen Tiefen des Mars Club suchen die Saints in einer zerbrechlichen Allianz nach Anzeichen für eine große Verschwörung. Diskretion erwünscht! (35 Min)
Kapitel 20: Von innen
Zieh den Vorhang zurück. Wirf das Getriebe des Systems an. Starre in den Spiegel hinter der Bühne, halt den Atem an und schau in das Gesicht, das du siehst. Alles wird aufgedeckt ... von innen. (49 Min)
Kapitel 21: Konvergence
Nach Shandalas Heilung und zunehmender Spannung durch BIOCOMs Pläne diskutiert die Gruppe, was nun getan werden muss ... als Dämonen der Vergangenheit freigesetzt werden. (32 Min)
Kapitel 22: Enthüllung
Wiedervereint auf Gabriels baufälligem Schiff wird ein schreckliches Geheimnis gelüftet. Es zerrüttet die Seelen der Saints und erweckt eine zuvor schlummernde Finsternis. (40 Min)
Kapitel 23: Aufstieg
Shandalas Vergangenheit hallt im Jetzt wieder, als die Gruppe sich dem BIOCOM-Gebäude nähert, um einer Militärblockade und den dunklen Architekten des Untergangs entgegenzutreten. (31 Min)
Kapitel 24: Wahrheit
Jeder Mann, jede Frau und jedes Kind auf Erden wird sich dem Zorn des Himmels stellen. In den letzten Stunden wird das jüngste Gericht über uns alle herabregnen. (83 Min)